# Elektrokemijsko bojenje metala
Elektrokemijsko bojenje metala postupak je kojim se površinska boja metala mijenja elektrokemijskim tehnikama – katodičkom ili anodičkom polarizacijom. Povijesno, prvi postupci elektrokemijskog bojenja metala svakako su Nobilijevi obojeni prstenovi, koje je 1826. otkrio Leopoldo Nobili, talijanski fizičar. Osim višebojnih spomenutih prevlaka Nobili je u svojim pokusima uspio dobiti i jednobojne prevlake, a svoje je otkriće prozvao metalokromijom. 
U elektrokemijsko bojenje metala ubrajamo i crno te zeleno i plavo niklanje, crno kromiranje, crno rodiniranje, plavo rodiniranje, crveno rodiniranje, crno platiniranje, crni paladij te prevlačenje crnim rutenijem. Također, u elektrokemijske postupke bojenja metala uključujemo i anodičku oksidaciju aluminija, magnezija , cinka ,bakra, mjedi i bronce, titanija, niobija, tantala, čelika i nehrđajućeg čelika. Značajne su i višebojne, te zelene elektrolitske patine za bakar i njegove slitine.

## Povijest
Osim Leopolda Nobilija koji je već 1824. izveo svoje prve eksperimente vezane uz pojavu Nobilijevih prstenova elektrokemijskim su se bojenjem metala u tom ranom razdoblju bavili i Leonhard Elsner, Alexander Watt, Antoine César Becquerel (1788. – 1878.) i Rudolf Christian Böttger (1806. – 1881.). Treba spomenuti i da je sličnu pojavu zabilježio već 1768. godine Joseph Priestley (1733. – 1804.) te da su opisanu pojavu zvali Priestleyevim ili vilinskim prstenovima, no Priestley je koristio Leidensku bocu i metalni šiljak, a prstenovi su nastajali na metalnoj ploči koncentrično oko točke eksplozivnog električnog pražnjenja. Znamo i da je George Richards Elkington (1801. – 1865.), inače poznat po patentu za galvansku pozlatu i posrebrenje iz 1840. patentirao i najmanje jedan postupak elektrokemijskog bojenja metala ( amerikanac J.E. Stareck je oko 1937.razvio desetak varijanti njegovog postupka ). Krajem 19. stoljeća Lismann (DRP. 93543) i početkom 20. stoljeća Setlik razvijaju prve elektrolitske postupke za bojenje bakra u zelenu boju, ovi će postupci biti dodatno razvijani između 2 svjetska rata te opet nakon 2. svjetskog rata. U otprilike isto vrijeme razvijeni su i prvi postupci za elektrolitsko bojenje čelika u smeđu boju (H.L.Hollisov patent USPT 621,084 iz 1899. prvi je pokušaj u ovom pravcu, no Becquerel o ovome izviještava već 1861.). Dok se prije spomenuti bave ovom problematikom prije svega zbog zaštite od korozije engleski patent 106,774 iz 1916. i američki patent T. Rondellija i Q. Sestinija USPT 1,386,076 iz 1921. orijentirani su i na kemijsko bojenje čelika, te željeza kao cilj postupka.
Crno je niklanje razvijeno oko 1905. a između dva rata crno kromiranje (prvi njemački patent 1929.GP 607, 420), koje je širu uporabu doživjelo tek od sredine pedesetih godina 20. stoljeća. Nakon prvog svjetskog rata razvijeni su i prvi postupci za anodičku oksidaciju i bojenje anodički oksidiranog aluminija (1923., 1924.DRP. 413876). Šezdesetih godina 20. stoljeća razvijaju se postupci za anodičku oksidaciju titanija, nešto kasnije niobija i tantala, te nešto ranije nehrđajućeg čelika (oko 1957. patent US 2957812 A). Za razliku od anodički oksidiranog aluminija kod ovih postupaka ne radi se o oksidnom sloju koji se može obojiti posebnim bojilima, nego o interferencijskim bojama.
Nekoliko je značajnih postupaka razvijeno i u bivšem Sovjetskom savezu nakon Drugoga svjetskog rata, ukrajinac A. P. Eičis razvio je nekoliko kompleksnih, ali i izvornih postupaka, koji su uključivali i elektrokemijsko bojenje metala (Kristalit, Iskrit, Sloit, Teksturit – Na njegov rad snažno je utjecao već spomenuti J.E.Stareck). U SSSR-u su razvijeni i krom ahat te krom oksid postupci, radilo se o posebnim inačicama crnog kromiranja.

## Osnovna podjela elektrokemijski dobivenih obojenih prevlaka

### Prevlake koje nastaju taloženjem na katodi
Crno niklanje, plavo niklanje, zeleno niklanje, crni krom, krom ahat, krom oksid, crni molibden, crni mangan, crni cink, crna platina, crni paladij, crni rodij, plavi rodij, crveni rodij, crni rutenij, Elkingtonova otopina, Electrocolor postupak, Bancroftova plava. Od prevlaka koje se zbog otrovnosti i europskih ROHS odredbi više ne koriste možemo navesti prevlake na bazi arsena (takozvani sjajni sivi oksid) te antimona i olova.

### Prevlake koje nastaju na anodi
Nobilijevi prstenovi, zelena za bakar i slitine po Lismannu, anodička oksidacija aluminija, magnezija, titanija, niobija, tantala, ugljičnog čelika i nehrđajućeg čelika, srebra, bakra i njegovih slitina, kositra, kroma i cinka.

## Kratki prikaz nekoliko postupaka

### 1. Nobilijevi obojeni prstenovi
- 39 gr olovo acetata
- 100 ml destilirane vode
- katoda od platine ili nehrđajućeg čelika (igla), anoda poniklani ili pozlaćeni bakar ili mjed ili polirani čelik, trajanje 10 s, razmak katoda anoda 3 mm[17] Može se koristiti i elektrolit od 100 gr olovne gleđe otopljene u 0,5 l vode u kojoj je otopljeno 100 gr NaOH. Becquerel je koristio otopinu od 200 dijelova vode, 20 kalijeva hidroksida i 15 olovne gleđe. A. Roseleur koristio je pak znatno blažu otopinu od 200 dijelova vode, 10 kalijeva hidroksida i 1 djela olovne gleđe.[18]

### 2. Elektrolitsko bojenje po Elkingtonu:
bakar sulfat 75 gr/lit
Natrij hidroksid  75 gr/lit
mliječna kiselina 126ml/lit
bakrene anode, 0,25/A na četvornu stopu, daje razne boje na bakru i slitinama, ovisno o trajanju postupka, razvijen je i veliki broj varijacija na ovaj postupak, najpoznatija je američki Elektrocolor postupak koji je razvio J.E.Stareck , ruska literatura navodi više od 10 varijanti

### 3. Razne boje na titanu (anodička oksidacija)
Kao jednostavan elektrolit može se koristiti 3% otopina trinatrij fosfata, katoda od nehrđajućeg čelika, predmet kao anoda. Boje zavise o naponu istosmjerne struje. Moguće je koristiti i brojne druge elektrolite – navodno čak i Coca Colu. Slamnato žuta/10 v – purpurna/29 v – plava/30 v – plavo zelena/45 v – svijetlo zelena/55 v – purpurno crvena/75 v – siva/110 v. Obavezno je ovaj proces raditi u gumenim rukavicama – potencijalno opasan napon.

### 4. Crno niklanje
nikl sulfat 75 gr/lit
nikl amonij sulfat 45 gr /lit
cink sufat 37,5 gr /lit
amonij tiocijanat 15 gr /lit
pH 5,6 – 5,9, temp. 55C, 0,5 – 1,5 V, 5- 20 A /na četvornu stopu, anode od nikla i ugljika

### 5. Razne boje na nehrđajućem čeliku 18 Cr/8 Ni (anodička oksidacija)
sumporna kiselina 250 ml/lit
natrijev bikromat 60 gr/lit
voda 1 lit
0,6 A/ na četvornu stopu, 70 – 95 C, olovne katode, daje smeđu, plavu, purpurnu i zelenu boju zavisno o trajanju postupka, postoje i brojne  varijante na ovaj postupak. Prema ruskoj literaturi nakon obrade predmete treba močiti u otopini kalij bikromata (5-10 %), 5 – 15 minuta, 70 – 90 C temperatura otopine. Po jednom kineskom patentu dodatno se još predmete potom može tretirati vrućom otopinom natrijevog vodenog stakla(1 – 5%, 95-100 C, 3 – 10 min.). Kako su heksavalentni spojevi kroma u EU temeljem ROHS odredbi zabranjeni za uporabu te otrovni i kancerogeni danas se kao zamjena predlažu otopine na bazi molibdata(npr. molibdat 30-100g/borna kiselina 10-18 gr/mangan sulfat 0,5 g - 5 g /1 lit vode, 0,1 – 20 A/dm2, 0,1-15 minuta).

### 6. Crna boja na ugljičnom čeliku (anodička oksidacija)
natrij hidroksid 700 gr
voda 1 lit
5 – 10 A/dm2, 60 – 70 C temp., 30 – 40 minuta

### 7. Crna boja na bakru i slitinama (anodička oksidacija)
Natrij hidroksid 150 – 200 gr
voda 1 lit
do 2 A/dm2,80-100 C,10 – 30 minuta

### 8. Krom ahat (sive linije na crnoj podlozi)
krom anhidrid 300 – 400 gr
barij acetat 5 – 10 gr
cink acetat 2 – 5 gr
kalcij acetat 4 – 8 gr
voda 1 lit, 30 – 40 C, 30 – 100A/dm2, trajanje 10 – 20 min, 6 – 9v, razmak objekt anoda 30 – 100mm. Varijanta ovog postupka je tkz krom oksid postupak (250 – 300 gr krom anhidrida, 1 – 5 gr kalij ferocijanida, 20 – 100 A/dm2, max.25 C)

## Vanjske poveznice
- Budija,G. ZBIRKA RECEPTURA ZA KEMIJSKO , ELEKTROKEMIJSKO I TERMIČKO BOJENJE METALA TE DOBIVANJE METALNIH PREVLAKA URONJAVANJEM, UTRLJAVANJEM, KONTAKTNIM TALOŽENJEM I ELEKTROLITSKIM PUTEM,Zagreb 2025.
- Buchner,G.: Die Metallfärbung und deren Ausführung,Berlin 1901.
- Michel,J. La Coloration des metaux,Paris 1931.  Arhivirana inačica izvorne stranice od 14. siječnja 2018. (Wayback Machine)
- Deutsches Kupfer Institut "Chemische Faerbungen von Kupfer und Kupferlegirungen ,Berlin 1974.  Arhivirana inačica izvorne stranice od 13. kolovoza 2020. (Wayback Machine)